# Pseudespera
Pseudespera es un género de insecto coleóptero de la familia Chrysomelidae.

## Especies
Las especies de este género son:
- Pseudespera femoralis Chen, 1985
- Pseudespera paulowniae Jiang, 1992
- Pseudespera sericea Chen, 1985
- Pseudespera shennongjiana Chen, 1985
- Pseudespera sodalis Chen, 1985
- Pseudespera subfemoralis Jiang, 1992